# Vochysia talmonii
Vochysia talmonii är en tvåhjärtbladig växtart som beskrevs av M.C.Vianna et al.. Vochysia talmonii ingår i släktet Vochysia och familjen Vochysiaceae. Inga underarter finns listade i Catalogue of Life.